# Ilja Baskakow
Ilja Baskakow, ros. Илья Баскаков (ur. 27 sierpnia 2000) – rosyjski skoczek narciarski. Dwukrotny brązowy medalista zimowego olimpijskiego festiwalu młodzieży Europy (2017).
W sierpniu 2015 zadebiutował w FIS Cupie, zajmując 75. miejsce w Szczyrku. Pierwsze punkty zdobył w październiku 2016 w Râșnovie gdzie zajął 22. miejsce. W lutym 2017 wystartował na Zimowym Olimpijskim Festiwalu Młodzieży Europy 2017, gdzie zajął 10. miejsce indywidualnie, a w zawodach drużynowych i drużyn mieszanych zdobył brązowe medale. 20 września 2017 zajął 3. lokatę w zawodach Pucharu Karpat w Râșnovie. W międzynarodowych zawodach po raz ostatni startował w grudniu 2019, zajmując 46. i 29. miejsce w konkursach FIS Cupu w Oberwiesenthal.

## Zimowy olimpijski festiwal młodzieży Europy

### Indywidualnie
| 2017 Erzurum | – | 10. miejsce |

### Drużynowo
| 2017 Erzurum | – | brązowy medal, brązowy medal (drużyna mieszana) |

### Starty I. Baskakowa na zimowym olimpijskim festiwalu młodzieży Europy – szczegółowo
| Miejsce | Dzień     | Rok  | Miejscowość | Skocznia       | Punkt K | HS     | Konkurs      | Skok 1 | Skok 2 | Nota                  | Strata    | Zwycięzca |
| ------- | --------- | ---- | ----------- | -------------- | ------- | ------ | ------------ | ------ | ------ | --------------------- | --------- | --------- |
| 10.     | 14 lutego | 2017 | Erzurum     | Kiremitliktepe | K-95    | HS-109 | indywid.     | 85,0 m | 92,5 m | 200,4 pkt             | 60,9 pkt  | Timi Zajc |
| 3.      | 16 lutego | 2017 | Erzurum     | Kiremitliktepe | K-95    | HS-109 | druż.        | 93,5 m | 93,5 m | 791,0 pkt (205,9 pkt) | 145,2 pkt | Słowenia  |
| 3.      | 17 lutego | 2017 | Erzurum     | Kiremitliktepe | K-95    | HS-109 | druż. miesz. | 92,0 m | 93,0 m | 653,9 pkt (199,2 pkt) | 182,7 pkt | Słowenia  |

## FIS Cup

### Miejsca w klasyfikacji generalnej
| Sezon     | Miejsce |
| --------- | ------- |
| 2016/2017 | 115.    |
| 2019/2020 | 173.    |

### Miejsca w poszczególnych konkursachFIS Cupu
| Źródło                                                                        | Źródło        | Źródło           | Źródło           | Źródło           | Źródło           | Źródło           | Źródło           | Źródło             | Źródło             | Źródło         | Źródło         | Źródło         | Źródło         | Źródło               | Źródło               | Źródło          | Źródło          | Źródło          | Źródło          | Źródło        | Źródło        | Źródło          | Źródło          | Źródło | Źródło | Źródło | Źródło | Źródło | Źródło | Źródło | Źródło | Źródło | Źródło | Źródło | Źródło | Źródło | Źródło | Źródło | Źródło |        |
| ----------------------------------------------------------------------------- | ------------- | ---------------- | ---------------- | ---------------- | ---------------- | ---------------- | ---------------- | ------------------ | ------------------ | -------------- | -------------- | -------------- | -------------- | -------------------- | -------------------- | --------------- | --------------- | --------------- | --------------- | ------------- | ------------- | --------------- | --------------- | ------ | ------ | ------ | ------ | ------ | ------ | ------ | ------ | ------ | ------ | ------ | ------ | ------ | ------ | ------ | ------ | ------ |
| Sezon 2015/2016                                                               |               |                  |                  |                  |                  |                  |                  |                    |                    |                |                |                |                |                      |                      |                 |                 |                 |                 |               |               |                 |                 |        |        |        |        |        |        |        |        |        |        |        |        |        |        |        |        |        |
| Villach HS98                                                                  | Villach HS98  | Kuopio HS127     | Kuopio HS127     | Szczyrk HS106    | Szczyrk HS106    | Einsiedeln HS117 | Einsiedeln HS117 | Râșnov HS100       | Râșnov HS100       | Notodden HS98  | Notodden HS98  | Zakopane HS134 | Zakopane HS134 | Pjongczang HS109     | Pjongczang HS109     | Whistler HS106  | Whistler HS106  | Eau Claire HS95 | Eau Claire HS95 | Planica HS104 | Planica HS104 | Harrachov HS100 | Harrachov HS100 | punkty |        |        |        |        |        |        |        |        |        |        |        |        |        |        |        |        |
| -                                                                             | -             | -                | -                | 75               | 69               | -                | -                | -                  | -                  | -              | -              | -              | -              | -                    | -                    | -               | -               | -               | -               | -             | -             | -               | -               | 0      |        |        |        |        |        |        |        |        |        |        |        |        |        |        |        |        |
| Sezon 2016/2017                                                               |               |                  |                  |                  |                  |                  |                  |                    |                    |                |                |                |                |                      |                      |                 |                 |                 |                 |               |               |                 |                 |        |        |        |        |        |        |        |        |        |        |        |        |        |        |        |        |        |
| Villach HS98                                                                  | Villach HS98  | Szczyrk HS106    | Szczyrk HS106    | Kuopio HS127     | Kuopio HS127     | Einsiedeln HS117 | Einsiedeln HS117 | Hinterzarten HS108 | Hinterzarten HS108 | Râșnov HS100   | Râșnov HS100   | Notodden HS98  | Notodden HS98  | Zakopane HS134       | Zakopane HS134       | Eau Claire HS95 | Eau Claire HS95 | Sapporo HS100   | Sapporo HS134   | punkty        | punkty        | punkty          | punkty          | punkty | punkty | punkty | punkty | punkty | punkty | punkty | punkty | punkty | punkty | punkty | punkty | punkty | punkty | punkty |        |        |
| -                                                                             | -             | -                | -                | -                | -                | -                | -                | -                  | -                  | 22             | 16             | -              | -              | -                    | -                    | -               | -               | -               | -               | 24            | 24            | 24              | 24              | 24     | 24     | 24     | 24     | 24     | 24     | 24     | 24     | 24     | 24     | 24     | 24     | 24     | 24     | 24     |        |        |
| Sezon 2017/2018                                                               |               |                  |                  |                  |                  |                  |                  |                    |                    |                |                |                |                |                      |                      |                 |                 |                 |                 |               |               |                 |                 |        |        |        |        |        |        |        |        |        |        |        |        |        |        |        |        |        |
| Villach HS98                                                                  | Villach HS98  | Kuopio HS127     | Kuopio HS127     | Kandersteg HS106 | Kandersteg HS106 | Râșnov HS100     | Râșnov HS100     | Whistler HS104     | Whistler HS104     | Notodden HS100 | Notodden HS100 | Zakopane HS140 | Zakopane HS140 | Planica HS102        | Planica HS102        | Rastbüchl HS78  | Rastbüchl HS78  | Villach HS98    | Villach HS98    | Falun HS100   | punkty        | punkty          | punkty          | punkty | punkty | punkty | punkty | punkty | punkty | punkty | punkty | punkty | punkty | punkty | punkty | punkty | punkty | punkty | punkty |        |
| -                                                                             | -             | -                | -                | 74               | 75               | 42               | 42               | -                  | -                  | -              | -              | -              | -              | -                    | -                    | -               | -               | -               | -               | -             | 0             | 0               | 0               | 0      | 0      | 0      | 0      | 0      | 0      | 0      | 0      | 0      | 0      | 0      | 0      | 0      | 0      | 0      | 0      |        |
| Sezon 2019/2020                                                               |               |                  |                  |                  |                  |                  |                  |                    |                    |                |                |                |                |                      |                      |                 |                 |                 |                 |               |               |                 |                 |        |        |        |        |        |        |        |        |        |        |        |        |        |        |        |        |        |
| Szczyrk HS104                                                                 | Szczyrk HS104 | Szczuczyńsk HS99 | Szczuczyńsk HS99 | Ljubno HS94      | Ljubno HS94      | Pjongczang HS109 | Pjongczang HS109 | Râșnov HS97        | Râșnov HS97        | Villach HS98   | Villach HS98   | Notodden HS98  | Notodden HS98  | Oberwiesenthal HS105 | Oberwiesenthal HS105 | Zakopane HS140  | Zakopane HS140  | Rastbüchl HS78  | Rastbüchl HS78  | Villach HS98  | Villach HS98  | punkty          | punkty          | punkty | punkty | punkty | punkty | punkty | punkty | punkty | punkty | punkty | punkty | punkty | punkty | punkty | punkty | punkty | punkty | punkty |
| -                                                                             | -             | -                | -                | -                | -                | -                | -                | -                  | -                  | -              | -              | -              | -              | 46                   | 29                   | -               | -               | -               | -               | -             | -             | 2               | 2               | 2      | 2      | 2      | 2      | 2      | 2      | 2      | 2      | 2      | 2      | 2      | 2      | 2      | 2      | 2      | 2      | 2      |
| Legenda                                                                       |               |                  |                  |                  |                  |                  |                  |                    |                    |                |                |                |                |                      |                      |                 |                 |                 |                 |               |               |                 |                 |        |        |        |        |        |        |        |        |        |        |        |        |        |        |        |        |        |
| 1 2 3 4-10 11-30 poniżej 30 dq – dyskwalifikacja - − zawodnik nie wystartował |               |                  |                  |                  |                  |                  |                  |                    |                    |                |                |                |                |                      |                      |                 |                 |                 |                 |               |               |                 |                 |        |        |        |        |        |        |        |        |        |        |        |        |        |        |        |        |        |